# Acrolophus ornata
Acrolophus ornata är en fjärilsart som beskrevs av Walsingham 1887. Acrolophus ornata ingår i släktet Acrolophus och familjen Acrolophidae. Inga underarter finns listade i Catalogue of Life.